# Polymerus venustus
Polymerus venustus är en insektsart som beskrevs av Knight 1923. Polymerus venustus ingår i släktet Polymerus och familjen ängsskinnbaggar. Inga underarter finns listade i Catalogue of Life.